# Ernst Elitz

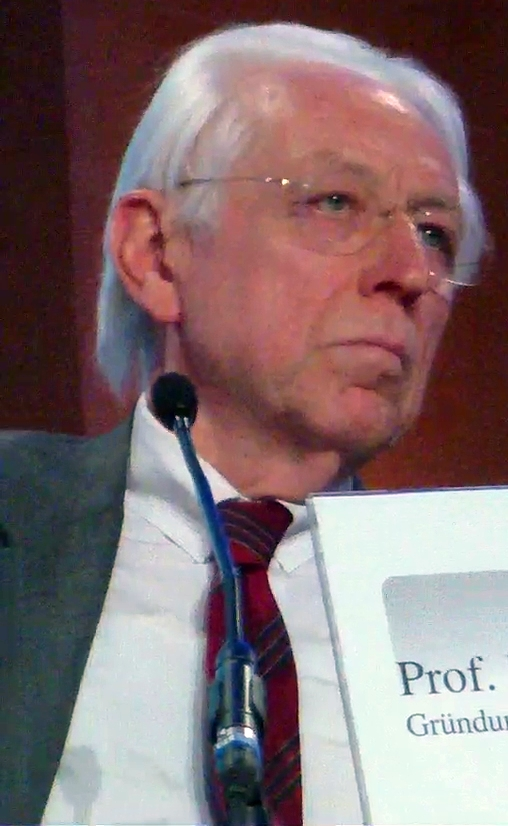
Ernst Elitz im Mai 2010

Ernst Elitz (* 24. Juli 1941 in Berlin) ist deutscher Journalist und Hochschullehrer. Bis zum 31. März 2009 war er der erste Intendant des Deutschlandradios (DRadio).

## Leben
Elitz studierte von 1960 bis 1968 an der Freien Universität Berlin Germanistik, Theaterwissenschaften, Politik und Philosophie. Er schloss sein Studium mit dem akademischen Grad Magister artium ab. Bereits als Student begann er, Theaterkritiken zu schreiben, arbeitete beim vom US-Militär gegründeten Sender RIAS Berlin und war freier Mitarbeiter für Die Zeit. 1969 ging er als Redakteur zum Spiegel, wo er in der Deutschlandredaktion vor allem für Bildungs-, Hochschul- und Wissenschaftspolitik verantwortlich war.
Im Jahre 1974 wechselte er zum ZDF, wo er im Studio Berlin bei der Berichterstattung aus Ost- und West-Berlin und der DDR tätig war und Kennzeichen D moderierte. Kennzeichen D griff Themen aus beiden deutschen Staaten auf und galt als Gegenpart zum ZDF-Magazin von Gerhard Löwenthal. Für ihre Arbeit erhielt die Redaktion 1977 den Deutschen Kritikerpreis, 1978 den Gustav-Heinemann-Bürgerpreis und 1983 den Jakob-Kaiser-Preis. Von 1983 bis 1985 war Elitz stellvertretender Leiter und Moderator des heute-journals. Im Jahre 1985 wurde er Chefredakteur Fernsehen des Süddeutschen Rundfunks. Er gehörte zum Moderatoren-Team des Weltspiegels und übernahm von Emil Obermann die im Ersten Programm ausgestrahlte Diskussion-Sendung Pro und Contra. Elitz ermöglichte dort erstmals, dass sich Zuschauer über das Teledialogsystem (TED) der Deutschen Bundespost in die Sendung einschalten konnten. Bei der Verleihung des Bundesverdienstkreuzes Erster Klasse (2004) wurde hervorgehoben, dass er damit „einer der Väter des interaktiven Fernsehens war“. Er trat als Tagesthemen-Kommentator hervor und führte in der Sendung Wortwechsel Gespräche mit Personen der Zeitgeschichte.
Von 1994 bis 2009 war Elitz Intendant von Deutschlandradio mit seinen beiden Hörfunkprogrammen Deutschlandradio Kultur (seit 2017 Deutschlandfunk Kultur) und Deutschlandfunk. Am 3. März 1994 wurde er auf Vorschlag des Verwaltungsrats (Vorsitzender ZDF-Intendant Stolte) vom Hörfunkrat des Deutschlandradios zum ersten Intendanten der aus den Sendern Rias (Berlin-West), Deutschlandfunk (Köln) und Deutschlandsender Kultur (ehem. DDR) zusammengefügten nationalen Rundfunks gewählt. Der Wahl waren mehrjährige Verhandlungen zwischen der Bundes- und den Länderregierungen über Auftrag und Struktur der neuen bundesweiten Rundfunkanstalt vorausgegangen. Die Vorbereitungen wurden an der Jahreswende 1993/94 mit der Verabschiedung eines Staatsvertrages abgeschlossen. Der Staatsvertrag schrieb vor, dass der Intendant des Senders vom Hörfunkrat zu wählen war. Da es zur ordnungsgemäßen Wahl des Intendanten der Konstituierung eines Hörfunkrats bedurfte, war für einige Wochen der Verwaltungsratsvorsitzende „provisorischer Intendant“. „Mit der Wahl von Elitz zum ersten Intendanten war der bundesweite nationale Hörfunk – nach beinahe vier Jahren anhaltender Diskussionen – endlich arbeitsfähig“. Elitz’ Aufgabe war neben einem radikalen Personalabbau die „Zusammenführung von drei Unternehmenskulturen und die Entwicklung einer Deutschlandradio-spezifischen Unternehmenskultur“, die Profilierung von Deutschlandfunk und Deutschlandradio Kultur (ehem. Rias und Deutschlandsender Kultur) zu nationalen Informations- und Kulturwellen und die Ausstattung des Senders mit entsprechenden UKW-Empfangsmöglichkeiten. Bis 2014 haben sich die Einschaltquoten der beiden Programme mehr als verdoppelt: DLF erreicht 1,7 Mio. tägliche Hörer (1995: 690.000), Deutschlandradio Kultur 440.000 tägliche Hörer (1995: 130.000). Die Zahl der UKW-Empfangsfrequenzen stieg in der Amtszeit von Elitz von 30 auf 300.
Durch den vierten Rundfunkänderungsstaatsvertrag (1999) wurde dem nationalen Hörfunk neben ARD und ZDF ein eigenständiger Gebührenbetrag zugestanden. Finanziell unabhängig von den beiden großen öffentlich-rechtlichen Sendeanstalten wurde Deutschlandradio damit als dritte „eigenständige Säule“ des öffentlich-rechtlichen Rundfunks neben ARD und ZDF anerkannt.
In die Amtszeit des Intendanten Elitz fiel auch der Aufbau des Deutschlandradio-Internetauftritts. „Elitz hatte schon früh auf das Internet als Verbreitungsweg gesetzt – auch hierin ein Vorreiter – um ein jüngeres Publikum zu gewinnen“, urteilte die Berliner Zeitung. Zusätzlich wurde Deutschlandradio von den Ministerpräsidenten beauftragt, ein drittes digitales Programm (Deutschlandradio Wissen) auszustrahlen.
Im Jahre 2009 wurde Elitz nach drei Amtszeiten als Deutschlandradio-Intendant verabschiedet. Zum Nachfolger wurde Willi Steul gewählt.
Zur Verabschiedung bewertete der ZDF-Intendant und Vorsitzende des Deutschlandradio-Verwaltungsrates Markus Schächter die Leistung die Leistung von Elitz, er habe „als erster und bis heute einziger Intendant des Deutschlandradio Rundfunkgeschichte geschrieben“ und habe einen Sender geprägt, „der heute eine erste Adresse für unabhängige politische Information sowie Reportagen und Kultursendungen“ sei.
Der Deutsche Kulturrat verlieh Elitz 2012 den Preis der deutschen Kulturverbände, den „Kulturgroschen“. In der Begründung hieß es: „Der Deutsche Kulturrat würdigt die Leistung von Ernst Elitz als Gründungsintendant von Deutschlandradio. Elitz hat nach der Wiedervereinigung unterschiedliche Sender aus Ost und West zusammengeführt und einen nationalen Hörfunk etabliert, der beispielgebend für den Informations-, Bildungs-, Unterhaltungs- und Kulturauftrag des öffentlich-rechtlichen Rundfunks ist.“ Mit Dradio Wissen (seit 2017 Deutschlandfunk Nova) werde das Internet in „beispielgebender Weise als Verbreitungsweg für ein anspruchsvolles Programm genutzt, das sich an ein junges Publikum wendet“. Die Laudatio hielt Kulturstaatsminister Bernd Neumann.
Von 1974 bis 1975 hatte Elitz einen Lehrauftrag „Aktuelle Programmpolitik und journalistische Arbeit im Rundfunk“ an der Wirtschafts- und Sozialwissenschaftlichen Fakultät der Universität Göttingen. Ab 1992 hielt er Lehraufträge und Gastvorträge zur Kommunikationswissenschaft an verschiedenen Hochschulen. Seit dem 5. Oktober 2005 ist er Honorarprofessor der Freien Universität Berlin, Fachbereich Philosophie und Geisteswissenschaften, Institut für Kultur- und Medienmanagement, und seit November 2006
Direktor an der BerlinMediaProfessionalSchool an der Freien Universität Berlin. Schwerpunkt seiner Lehrtätigkeit sind die Digitalstrategien von Verlagen, Rundfunk- und Fernsehveranstaltern, Filmproduktionsfirmen wie Kulturinstitutionen und die damit einhergehende Veränderung der Arbeits- und Managementprozesse.

## Mitgliedschaften
- Vorsitzender des Kuratoriums und der Gesellschafterversammlung der Rundfunk Orchester und Chöre gGmbH Berlin[15][16]
- Mitglied der Kuratorien der Stiftung Deutsche Welthungerhilfe (Deutsche Welthungerhilfe e. V.)
- PEN-Zentrum Deutschland
- Sozialdemokratische Partei Deutschlands[17]
- Aufsichtsrat Ludwigsburger Schlossfestspiele
- Beirat der Stiftung Zukunft Berlin (Website Stiftung)
- Vorsitzender des Kunstbeirats der Landesregierung Baden-Württemberg. Der 2006 bis 2009 tätige Beirat erarbeitete Empfehlungen für die Kunstpolitik des Landes. (website mwk Baden-Württemberg)
- Kuratorium der Buber-Rosenzweig-Stiftung für christlich-jüdische Zusammenarbeit
- Jury Friedrich-Luft-Preis
- Ehrenmitglied des Rundfunk-Sinfonie-Orchesters Berlin (klassik.com im Porträt Rundfunk-Sinfonieorchester Berlin)

## Journalistische Tätigkeit
Elitz konzentriert sich in seiner journalistischen Arbeit auf Medien- und Kulturthemen und auf aktuelle deutsche und internationale Politik. So setzte er sich bereits während seiner Amtszeit in einem Aufsatz in der Zeit für den Erhalt und die ausreichende Finanzierung der deutschen Rundfunkorchester ein, warnte in der „Welt“ die Orchester aber auch davor, auf Privilegien zu bestehen und konstatierte, dass sich die Vielfalt der Ensembles nur bei „strengem wirtschaftlichen Handeln“ erhalten lasse.
In Aufsätzen zur Pressegeschichte behandelt er die Verstrickung von Journalisten in das nationalsozialistische System. So in dem Aufsatz Goebbels Soldaten über die Propagandakompanien im Zweiten Weltkrieg oder in Aufsätzen über Werner Höfer, Walther Kiaulehn, Henri Nannen und Friedrich Sieburg.
Schwerpunkt seiner Arbeit sind Fragen der journalistischen Qualität angesichts der Digitalisierung der Medien. So veröffentlichte Elitz in der Berliner Zeitung seine Zwölf Thesen für einen besseren Journalismus und wandte sich gegen die Vergabe von Rechercheaufträgen an externe Dienstleister. Er setzte sich unter anderem in der Zeit für eine eindeutige Qualitätsorientierung des öffentlich-rechtlichen Rundfunks ein und forderte: „Nur wenn die öffentlich rechtlichen Sender sich auf einen Qualitätskodex einigen, dürfen die Rundfunkgebühren erhöht werden.“
In der Süddeutschen Zeitung eröffnete er mit einem Artikel Anker der Verlässlichkeit – Im Zweifel Echtheit statt Echtzeit eine Serie über die Zukunft des Journalismus. In der FAZ forderte er in einem programmatischen Artikel („Abwarten gilt nicht: Journalisten und die digitale Welt“) die Verlage auf, die historische Herausforderung der Digitalisierung anzunehmen und die Chancen, die das Internet bietet, radikal zu nutzen. Sein Fazit: „Wer sich dem verweigert, geht unter.“ Er fordert vom Journalismus, seinen „gesellschaftlichen Auftrag“ zu erfüllen, „allen Gruppen der Gesellschaft unabhängig von ihrem Bildungsstand ein attraktives Angebot zur Welterklärung zu machen, das sich an ihrem jeweiligen Horizont, ihren Erfahrungen und Kenntnissen orientiert“.
Für die vom Deutschen Bundestag herausgegebene Wochenzeitung Das Parlament verfasst er Essays zu politischen und zeitgeschichtlichen Themen. Die Zeitschrift Cicero veröffentlicht Beiträge von Elitz zu Theater und Kulturpolitik. Elitz schreibt seit einigen Jahren regelmäßig Kommentare in der Bild-Zeitung. Er wird dort – wie auch in anderen Medien – als „Gründungsintendant des Deutschlandradios“ vorgestellt. Von Anfang 2017 bis Mitte 2020 war Elitz von den damaligen BILD-Chefredakteuren Tanit Koch und Julian Reichelt auf die neu geschaffene Position des BILD-Ombudsmanns berufen worden. In der Position geht er Vorwürfen von Lesern nach, die der Redaktion vorwerfen, öffentliche Debatten verzerrt wiederzugeben, Fake News zu veröffentlichen oder fehlerhaft zu berichten.  Ergebnisse seiner internen Recherchen publiziert er in speziellen Kolumnen. Die Berufung von Elitz zum Ombudsmann wurde in der Medien-Fachpresse ausführlich dargestellt.

## Audio
- Ex-Deutschlandradio-Intendant Ernst Elitz im Gespräch mit Birgit Wentzien, Deutschlandfunk 31. Januar 2019, Audio-Version (1/2 Jahr online)

## Auszeichnungen
- 1990: Saure Gurke Negativpreis des Medienfrauentreffens
- 1997: Hans-Böckler-Preis[35]
- 2004: Bundesverdienstkreuz 1. Klasse
- 2007: Goldener Prometheus „Radiojournalist des Jahres 2007“
- 2007: Dr.-Sieghardt-von-Köckritz-Preis (Deutsche Stiftung Denkmalschutz)
- 2012: Kulturgroschen des Deutschen Kulturrates[36]

## Schriften (Auswahl)
- als Hrsg. mit Jörg Aufermann: Ausbildungswege zum Journalismus. 1975.
- Sie waren dabei. Ostdeutsche Profile von Bärbel Bohley zu Lothar de Maizière. Deutsche Verlagsanstalt, Stuttgart 1991, ISBN 3-421-06600-0
- Chancen und Probleme einer Fusionierung von Rundfunkanstalten. Das Beispiel DeutschlandRadio. (Reihe Arbeitspapiere des Instituts für Rundfunkökonomie an der Universität zu Köln; 34) Institut für Rundfunkökonomie, Köln 1995, ISBN 3-930788-28-4
- Nationale Programme – regionale Programme. Komplementäre Angebote in Deutschland. (Reihe Arbeitspapiere des Instituts für Rundfunkökonomie an der Universität zu Köln; 94) Institut für Rundfunkökonomie, Köln 1998, ISBN 3-930788-80-2
- Quality management. Untapped economic potential of German broadcasting services. (Reihe Arbeitspapiere des Instituts für Rundfunkökonomie an der Universität zu Köln; 214) Institut für Rundfunkökonomie, Köln 2006, ISBN 3-938933-13-5
- (mit Dieter Stammler): Programmliche Selbstverpflichtungen und Medienqualität. Ein Projekt zur Sicherung der Qualität in den elektronischen Medien. (Reihe Arbeitspapiere des Instituts für Rundfunkökonomie an der Universität zu Köln; 217) Institut für Rundfunkökonomie, Köln 2006, ISBN 3-938933-18-6
- Ich bleib dann mal hier. Eine deutsche Heimatkunde. C. H. Beck, München 2009, ISBN 3-406-59303-8
- Ethische Perspektiven der Berichterstattung über Gewalt. In: Medien, Ethik, Gewalt. Hrsg. Petra Grimm und Heinrich Badura, Stuttgart 2011
- Das christlich-jüdische Abendland und seine Bürger: Shylock und Nathan, Mendelssohn und Maimonides. In: Freiheit-Vielfalt-Europa. Themenheft 2014. Hrsg. Deutscher Koordinierungsrat e. V., Bad Nauheim 2014
- Pressekampagnen in der Bundesrepublik. In: Unter Druck! Medien und Politik. Hrsg. Stiftung Haus der Geschichte der Bundesrepublik Deutschland. Kerber Verlag, Bielefeld/Berlin 2014, ISBN 978-3-7356-0045-5